# 微妙寺
微妙寺（びみょうじ）は、滋賀県大津市園城寺町にある天台寺門宗の寺院。総本山園城寺の別所。山号は長等山。本尊は十一面観音。

## 歴史
正暦5年（994年）、園城寺南院の現・長等公園、大津大神宮の西南一帯に慶祚阿闍梨によって創建される。創建時は本堂、薬師堂、三重塔などがあり、後に園城寺南院の別所寺院となる。
安土桃山時代の文禄4年（1595年）、園城寺が豊臣秀吉の怒りに触れて寺領を没収されて廃寺となった際に微妙寺も衰微した。しかし、秀吉の死の直前に園城寺は再興され、それに伴って本堂が再建されるが後に焼失する。
現在の本堂は安永5年（1776年）に再建されたものである。しかし、1979年（昭和54年）に創建以来の地から現在地である園城寺境内に移転する。その際、所属は新たに中院となっている。旧地には慶祚阿闍梨入定窟（重要美術品）が残されている。
本尊は、同じ五別所の一つである尾蔵寺の本尊であった十一面観音である。この本尊は参拝者が沢山やってきて押し合うために参拝者の笠がよく破れたことから「笠ぬげの観音さま」と呼ばれる。現在は三井寺文化財収納庫に展示されている。
園城寺の別所寺院ではあるが、特に門や塀で囲われている訳ではないので園城寺の中の一つのお堂のように見える。

## 境内
- 本堂 - 安永5年（1776年）再建。1979年（昭和54年）現在地に移転。

## 文化財

### 重要文化財
- 十一面観音立像 - 平安時代に作られた。檜の一木造り。

## 前後の札所
湖国十一面観音菩薩霊場
1 微妙寺　-　2 盛安寺